# Mops nanulus
Mops nanulus är en fladdermusart som beskrevs av J. A. Allen 1917. Mops nanulus ingår i släktet Mops och familjen veckläppade fladdermöss. Inga underarter finns listade i Catalogue of Life.
Denna fladdermus förekommer i Afrika från Sierra Leone till västra Kenya. Arten vistas främst i låglandet. Habitatet utgörs av tropiska skogar och angränsande landskap. Individerna vilar i trädens håligheter eller i gömställen som skapades av människor, till exempel hustak.
Mops nanulus hotas i viss mån av skogsavverkning. Den är vanligt förekommande och listas av IUCN som livskraftig (LC).